# Leptothorax acervorum
Leptothorax acervorum es una especie de hormiga del género Leptothorax, tribu Crematogastrini, familia Formicidae. Fue descrita científicamente por Fabricius en 1793.
Se distribuye por Estados Unidos, Armenia, China, Georgia, Irán, Japón, Kirguistán, Mongolia, Corea del Norte, Pakistán, Corea del Sur, Turquía, Andorra, Austria, Bielorrusia, Bélgica, Bulgaria, Croacia, República Checa, Dinamarca, Estonia, Finlandia, Francia, Alemania, Grecia, Hungría, Irlanda, Italia, Letonia, Liechtenstein, Lituania, Luxemburgo, Moldavia, Países Bajos, Noruega, Polonia, Rumania, Rusia, Eslovaquia, Eslovenia, España, Suecia, Suiza, Ucrania, Reino Unido. Se ha encontrado a elevaciones de hasta 2500 metros. Habita en arbustos, pastizales y pantanos.